# Mi Winnipeg
Mi Winnipeg es una película documental canadiense de 2007 dirigida y escrita por Guy Maddin con diálogo de George Toles. Descrita por Maddin como una "docu-fantasia", que combina "la historia personal, la tragedia cívica y las hipótesis místicas", la película es un falso documental surrealista sobre Winnipeg, la ciudad natal de Maddin.

## Reparto
- Ann Savage como madre
- Louis Negin como alcalde de Cornualles
- Amy Stewart como Janet Maddin
- Darcy Fehr como Guy Maddin
- Brendan Cade como Cameron Maddin
- Wesley Cade como Ross Maddin
- Lou Profeta como él mismo
- Fred Dunsmore como él mismo
- Kate Yacula como chica ciudadana
- Jacelyn Lobay como Gweneth Lloyd
- Eric Nipp como vizconde Gort
- Jennifer Palichuk como Althea Cornish

## Recepción de la crítica
Mi Winnipeg recibió constantes elogios de la crítica. El agregador de reseñas Rotten Tomatoes informó que el 94% de los críticos dieron a la película reseñas positivas, según 87 reseñas cuyo promedio final es de 7,9/10. Metacritic informó "aclamación universal" basada en 24 críticos (con una puntuación de 84 sobre 100).